# Сарыозен (село)
Сарыозен (каз. Сарыөзен, до 2002 г. — Крестовка) — село в Осакаровском районе Карагандинской области Казахстана. Входит в состав Батпактинского сельского округа. Код КАТО — 355633400.

## Население
В 1999 году население села составляло 544 человека (261 мужчина и 283 женщины). По данным переписи 2009 года, в селе проживали 273 человека (128 мужчин и 145 женщин).

## История
Основано в 1906 году немцами переселенцами с Поволжья. В 1931 году в село переселено европейское население села Просторное.